# Belize na Mistrzostwach Świata w Lekkoatletyce 2023
Belize na Mistrzostwach Świata w Lekkoatletyce 2023 – reprezentacja Belize podczas mistrzostw świata w Budapeszcie liczyła jednego zawodnika.

## Skład reprezentacji

### Mężczyźni
| Zawodnik      | Konkurencja   | Preeliminacje | Preeliminacje | Eliminacje | Eliminacje | Półfinał | Półfinał | Finał | Finał   | Źródło      |
| Zawodnik      | Konkurencja   | Wynik         | Pozycja       | Wynik      | Pozycja    | Wynik    | Pozycja  | Wynik | Pozycja | Źródło      |
| ------------- | ------------- | ------------- | ------------- | ---------- | ---------- | -------- | -------- | ----- | ------- | ----------- |
| Brandon Jones | bieg na 100 m | 10,94         | 11. Q         | 10,95      | 51.        | NQ       | NQ       | NQ    | NQ      | [ 1 ] [ 2 ] |